# Broome, Western Australia

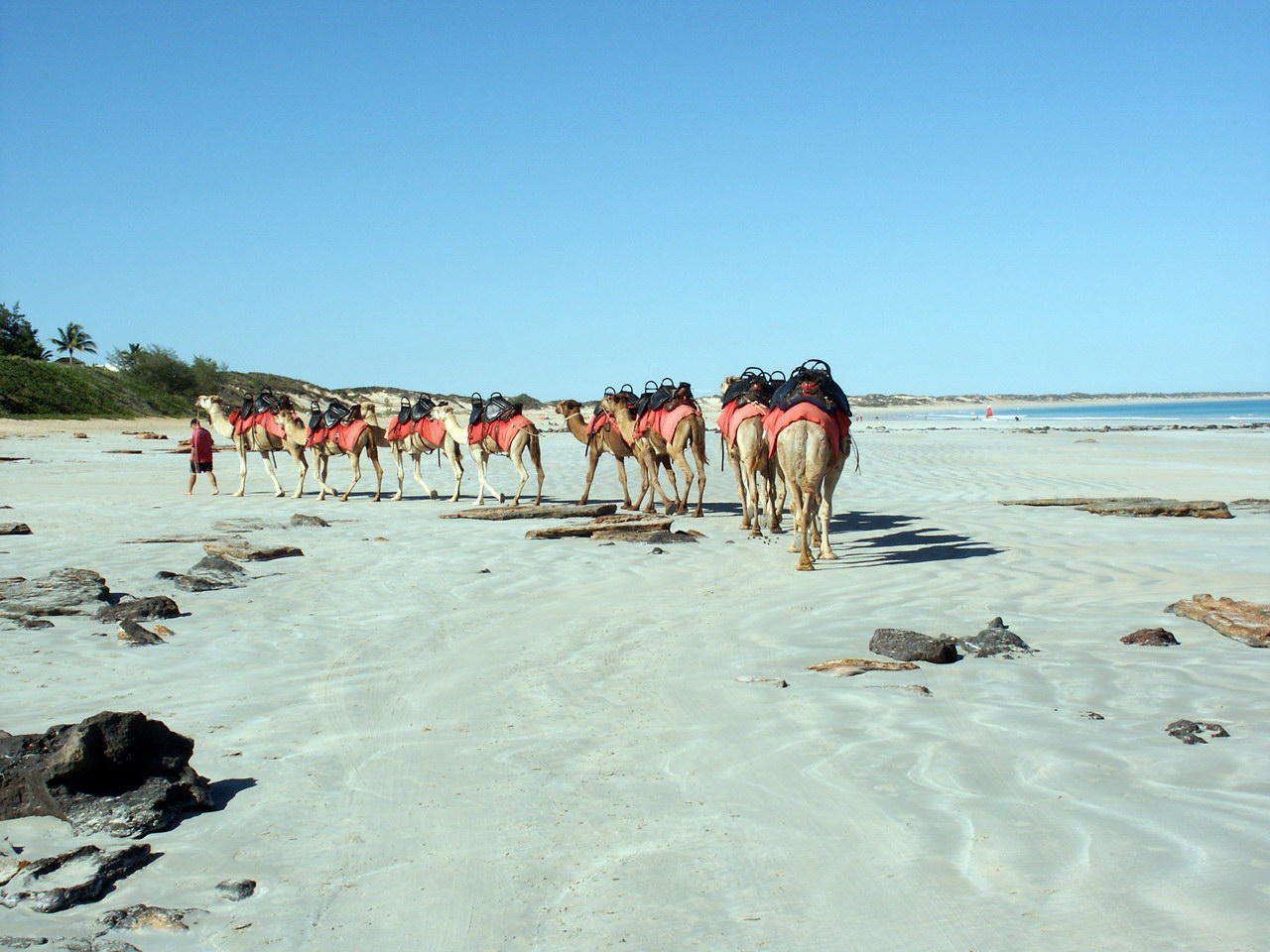
Cable Beach, en av turistattraktionerna i Broome, Australien

Broome är en pärl- och turiststad i Kimberlyregionen i västra Australien, 2 200 km norr om Perth. Åretruntbefolkningen utgörs av cirka 14 000 som växer till cirka 30 000 under turistsäsongen. Broome International Airport är en viktig knutpunkt i området.

## Historia
Staden Broome grundades 1883 och fick namn efter dåvarande guvernören i Western Australia, Sir Frederick Broome. Staden skapades ursprungligen för att tjäna som hamn åt pärlfiskarna. 1889 anslöts staden med telegrafkabel till England, via Singapore.
Den 3 mars 1942 anfölls Broome av japanska bombplan, vilket krävde 88 dödsoffer. Andra världskriget innebar ett avbräck för pärlindustrin, men efter 1945 återhämtade den sig. Regionens expanderande gruvnäring och turism har gjort stadens ekonomi mer diversifierad.

## Platser i Broome
- Cable Beach
- Broome Bird Observatory
- Japanska kyrkogården